# 파리 강화 회의
파리 강화 회의(영어: Paris Peace Conference)은 제1차 세계 대전 이후 연합국이 패배한 동맹국에 관련하여 평화를 보장하기 위해 1919년 1월 18일 파리에서 열린 회담이었다. 32개국에서 온 정치가들과 민족주의 세력이 참여한 가운데 국제연맹 창립과 같은 중요 결정을 비롯하여 패배한 5개국과의 조약 체결, 그리고 오스만 제국과 독일 제국의 해외 영토를 영국과 프랑스가 위임통치하는 국제연맹 위임통치령 수립, 독일에 대한 보복, 그리고 민족경계를 반영한 국경 재수립 등이 이 회담에서 논의되었다.
주요 결과는 1919년 6월 28일에 독일과의 베르사유 조약 체결이었다. 조약의 제231조에 따르면 독일과 그 동맹국의 공격성이 전쟁에 대한 죄로 인정되었다. 이러한 시야는 독일에게 굴욕감을 주고, 독일에 대한 광범위한 보복조치에 대한 기반이 되었다. 프랑스 제3공화국, 영국, 이탈리아 왕국, 일본 제국, 미국이 회담을 통제했다. 프랑스 총리 조르주 클레망소, 영국 총리 데이비드 로이드 조지, 미국 대통령 우드로 윌슨, 이탈리아 총리 비토리오 에마누엘레 오를란도가 회의를 주도했다. 이들은 비공식적으로 145회 이상 만나 모든 주요 결정을 내렸고, 이후 다른 사람들이 이를 승인했다. 회담은 1919년 1월 18일에 개최되었고, 마이클 네이베르크 교수의 말을 빌리자면 "공식적인 평화 과정은 로잔 조약이 체결되던 1923년 7월이 되어서야 완료되었다.

## 전반적인 결과
회담은 1919년 1월 18일에 열렸다. 이 날짜는 상징적인 의미를 지니는데, 그 이유는 1871년 1월 18일에 독일 황제였던 빌헬름 1세가 프랑스 베르사유 궁전의 거울의 방에서 독일 황제임을 선포한 날이었기 때문이다. 또한 이 날은 1701년 프로이센 왕국이 수립된 날짜이기도 했다. 5개의 민족주의자 대표단이 참석했으나 이들 대부분은 무시되었고, 27개국에서 온 사절단이 52번의 위원회에 배정되었는데 이들은 전쟁 포로에서 해저 케이블, 국제 항공법, 전쟁에 대한 책임에 관해 수많은 전문가들로부터 도움을 받아 보고서를 작성하려고 준비중이었다.
중요한 권고는 독일과의 베르사유 조약으로 15개의 조항과 440개의 항목이 포함되어 있었다. 불가리아 왕국, 오스만 제국, 오스트리아-헝가리 제국 같은 다른 패전국에 대한 조약도 중요하게 여겨졌다. 프랑스, 영국, 이탈리아 왕국, 일본 제국, 미국이 주요 5개국으로써 회의를 통제했으며, 5개국 중 일본만이 옛 총리를 파견해 작은 역할만을 수행했다. 그리고 빅 4의 지도자들이 회의를 지배했다.
빅 4가 이미 결정한 의견들은 공식 회담의 참석자들에게 승인받았다. 1920년 1월 21일 회담은 국제 연맹 총회 첫 개회로 마무리 되었다.
5개의 주요 조약이 체결되었다.
- 베르사유 조약, 1919년 6월 28일 바이마르 공화국
- 생제르맹 조약, 1919년 9월 10일, 오스트리아 제1공화국
- 뇌이 조약, 1919년 11월 27일, 불가리아 왕국
- 트리아농 조약,1920년 6월 4일, 헝가리 왕국
- 세브르 조약, 1920년 8월 10일, 오스만 제국, 이후 터키와 1923년 7월 24일 로잔 조약을 체결한 후 로잔 조약으로 대체.

## 중국의 산둥 문제
파리 강화회담에서 중화민국 대표는 서방 열강과 일본이 중국에서 강탈한 제권익의 반환을 요구하는 다음과 같은 7개 조항의 요구조건을 제시했다.
1. 중국에 설치된 세력범위의 포기
2. 중국에 주둔하는 각국 군대의 철수
3. 각국이 중국에서 경영하는 우편전보사업의 폐지
4. 영사재판권의 철회
5. 조차지의 반환
6. 조세의 반환
7. 관세 자주권의 승인.

그리고 여기에 일본이 제1차 세계 대전에서 탈취한 각종 권익의 반환을 요구하는 조목이 부가되어 있었다. 이 요구 조건 속에는 패전국인 독일이 산둥 내에서 차지하고 있던 식민지적 권익을 중국이 돌려받아야 한다는 점도 포함되어 있었다. 파리 강화회담에 앞서 미국 대통령 우드로 윌슨은 민족자결주의 원칙을 강조하여 중화민국의 요구를 찬성, 지지함으로써 중국 국민에게 큰 기대를 주었다. 그런데, 일본은 21개조 요구 가운데 산둥 문제에 관한 것과 돤치루이 정권이 1918년에 일본과 교환한 산둥 문제에 관한 공문을 근거로 산둥 문제는 중·일 간의 문제라고 주장했다. 문서상의 증거가 있었던데다가 영국·프랑스 등의 연합국이 1918년의 중일협약을 지지해주기로 일본과 약속했었으므로, 4월 21일의 회담에서 결국 일본 측의 주장이 승인되었다. 일본은 영국, 프랑스와의 비밀협정을 통하여 이에 구 독일 권익은 완전히 일본에 양도하기로 되어 있었다. 물론 우드로 윌슨은 이에 반대하였으나 영국, 프랑스의 강력한 주장에 굴복하게 되었고 중국에 대한 약속을 저버린 것이었다. 산둥 반도 문제에 관한 파리강화회담의 결정을 알리는 전보가 1919년 4월 30일 베이징(北京)에 퍼졌고, 이어 5월 1~3일 베이징의 신문에 산둥의 권익을 일본에게 빼앗긴 소식과 그 이유가 보도되었고, 이는 5·4 운동의 시발점이 된다. (→5·4 운동)

## 베트남의 청원
1919년 파리 강화회담이 열리고 있는 베르사유 사무국에 베트남의 청년 호찌민이 찾아왔다. 그는 "베트남인과 프랑스인을 법적으로 동등하게 대우할 것, 프랑스 의회에 베트남 대표가 참석할 수 있는 권리를 보장할 것" 등 8개 항으로 이루어진 《베트남 인민의 요구서》라는 청원서를 제출하였다. 그러나 조선의 대표단이 그랬던 것처럼 이 요구서는 받아들여지지 않았고, 호찌민은 회담장 복도에서 쫓겨났다.

## 대한민국 임시정부

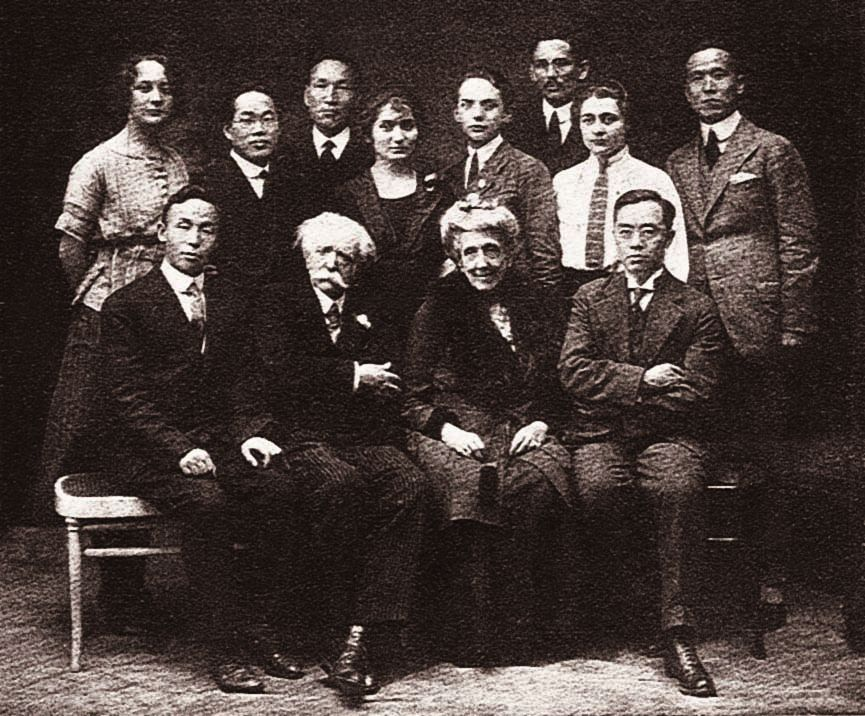
파리강화회담에 참석한 김규식과 한국대표단. (앞줄 왼쪽 첫 번째가 여운홍, 오른쪽 끝이 김규식, 중앙은 대표단 고문 블레베씨 부부. 뒷줄 서 있는 사람 중 왼쪽에서 두 번째가 이관용, 세 번째가 조소앙, 맨 끝이 황계환.)

1918년 8월에 상하이를 중심으로 활동하던 독립운동가들은 신한청년당을 결성하였다. 이들은 협의를 통해 영어에 능숙한 김규식을 입당시킴과 동시에 이사장에 추대하여 신한청년당 대표이면서 한국대표로 파리강화회의에 파견키로 결정하였다. 그 경비는 장덕수를 극비리에 국내에 파견하여 조달하였고, 1919년 2월 1일 배편으로 상하이를 출발하였다. 신한청년당이 파리강화회의에 한국민족대표로서 김규식을 파견했다는 사실은 그 후 3.1 운동에 중대한 것이었다.
이 사실은 국내의 국민들과 독립운동가, 재일본 유학생들에게 밀사들을 통하여 통보되었고, 한국민족은 파리에서 김규식의 주장과 선언이 한국민족 전체의 의사를 세계에 명확히 알리는 목적을 포함해서 3.1운동에 봉기한 것이었다. 신한청년당의 한국대표 김규식의 파리강화회의 파견은 3.1 운동에 매우 결정적인 중요한 계기와 구심점을 제공한 것이었다.
김규식은 1919년 3월 13일 목적지인 프랑스 파리시에 도착하여 중앙 샤토당거리 38번지의 집을 세내어 평화회의 한국민대표관(韓國民代表館)을 설치하고 한국독립에 관한 청원서를 강화회의에 제출하였다. 그러나 프랑스 당국은 김규식이 정당 대표 자격임을 문제삼아 ‘정부대표가 아니면 참여할 수 없다’며 김규식과 한국 대표단을 문전박대했다. 이에 김규식은 상해로 전보를 보내 자신에게 정당 대표가 아닌 정부대표로서 자격을 부여해 달라고 요청했다. 1919년 4월 11일, 상해임시정부가 수립되자 임시정부는 김규식을 '평화회의 대한민국위원 겸 파리위원'의 정위원으로, 이관용을 부위원으로 임명하였다.
김규식은 뒤이어 대표단에 합류한 미국인 호머 헐버트, 이관용, 김복, 황기환, 조용은, 여운홍 등의 도움을 받으며 1919년 5월 10일 '한국독립 항고서(抗告書)'를 강화회의에 제출하였다. 또한 대표단은 '한국독립과 평화'라는 책자를 비롯하여 다수의 독립운동 홍보문서를 작성하여 각국대표들 및 언론인들에게 배포하여 한국인의 독립 열망을 전 세계에 널리 알렸다.

## 같이 보기
- 제1차 세계 대전
- 베르사유 조약